# Hilsen til Norges Kongepar
Hilsen til Norges Kongepar is een compositie van Johan Halvorsen. Hij schreef het werk als welkom voor het nieuwe koningspaar bij de toneeluitvoeringen van Sigurd Jorsalfar op 28 en 30 november 1905. Noorwegen was net onafhankelijk geworden van Zweden en omarmde de nieuwe koning Haakon VII van Noorwegen (overigens van Deense komaf) en zijn vrouw Maud van Wales. Het was toen overigens nog geen officieel koningspaar, de kroning was in 1906. Het werk overleeft binnen de sector blaasmuziek onder de titels Salutation dan wel Greetings to the Royal Couple of Norway. 